# Johannes Schubert (Filmproduzent)
Johannes Schubert (* 8. August 1990 in Wien) ist ein österreichischer Filmproduzent.

## Leben
Schubert studierte von 2014 bis 2018 im Bachelor-Studiengang Film- und Fernsehproduktion an der Filmuniversität Babelsberg Konrad Wolf in Potsdam. 2019 bis 2021 absolvierte er den Master-Studiengang Producing an der National Film and Television School in Beaconsfield. Johannes Schubert ist Mitglied der Österreichischen, Deutschen und Europäischen Filmakademie.

## Filmografie (Auswahl)
- 2017: Kontener
- 2018: Germania
- 2018: Mascarpone
- 2018: Una Primavera
- 2021: Dear Future Children
- 2022: Laika & Nemo
- 2023: Club Zero